# سیارک ۵۸۳۰
سیارک ۵۸۳۰ (به انگلیسی: 5830 Simohiro، نامگذاری:1991EG) پنج هزار و هشتصد و سیمین سیارک کشف شده‌است که در ۹ مارس ۱۹۹۱ کشف شد.